# إيه إتش-1 سوبر كوبرا
إيه إتش-1 سوبر كوبرا (بالإنجليزية: AH-1 SuperCobra)‏ هي مروحية هجومية ذات محرك ثنائى مبنيه على مروحية الجيش الامريكى إيه إتش-1 كوبرا، المروحية من عائلة مروحيات توأم كوبرا تتكون من: AH-1J SeaCobra, AH-1T SeaCobra، AH-1W SuperCobra
يعد طراز AH-1W بمثابة العمود الفقرى لسلاح المروحيات الهجوميه التابع لمشاه البحرية الإمريكية. ولكن البحرية الإمريكية بصدد استبدالها خلال العقد القادم بالمروحيه AH-1Z Viper upgrade.

## التصميم والتطوير
تم تطوير المروحيه إيه إتش-1 كوبرا في منتصف الستينات كسلاح مؤقت صنع خصيصاً لصالح الجيش الأمريكي من أجل حرب فيتنام. وقد أستخدم في صناعتها كل من النظام الدوار Rotor System، الانتقال الثابت Proven Transmission، والمحرك T53 turboshaft المستخدمين في المروحية UH-1 "Huey.
بحلول يونيو 1967 أنتجت أول مروحيه من طراز AH-1G HueyCobras. حيث أنتجت شركة بيل للمروحيات عدد 1,116 مروحيه من طراز AH-1G لحساب الجيش الأمريكى ما بين عامى 1967 و 1973. حيث قامت مروحيات «كوبرا» بما يفوق مليون عملية حربية في حرب فيتنام.
أبدى مشاة البحرية الأمريكية اهتماماً واسعاً بالمروحية غير أنه كانت هناك تفضيلات باستخدام نسخ ذات محرك ثنائى لتأمين العمليات التي تكون فوق المياه. وأراد أيضا أكثر فعالية من الأسلحة المحمولة على الأبراج. في البداية، كانت رفضت وزارة الدفاع الأمريكية تقديم مروحيه بمحركين من طراز كوبرا لمشاة البحرية الأمريكية. وذلك اعتقاداً بأن القواسم المشتركة مع جيش AH-1G تفوق مزايا المحركات المختلفة والمناسبة الأخرى. وعلى الرغم من ذلك استطاع مشاه البحرية الإمريكية أخيراً الفوز بها ومنحت عقداً لشركة بيل للمروحيات لإنتاج 49 مروحيه كوبرا مائيه Sea Cobra بمحرك AH-1J المزدوج وذلك في مايو 1968. كتدبير مؤقت، أقر الجيش الأمريكي 38 مروحيه ذات المحرك AH-1G في عام 1969. كما تلقت AH-1J بنادق محموله على الأبراج قويه. حيث دعمت بالبنادق XM197 ذات فوهات عيار 20 ملم التي كانت تقوم على مدفع بستة فوهات طراز فولكان M61. وفي السبعينيات طلبت قوات مشاة البحرية قدرة أكبر من أجل الكوبرا لتحمل حمولة أكبر في درجات حرارة عالية. وقد أستخدمت شركة بيل أنظمة من طراز 309 لتطويرAH-1T. وكان هذا الإصدار يتميز بتطويل طفرة الذيل وزيادة طول جسم الطائرة مع ترقية الانتقال والمحركات للنظام 309.هدف تصميم شركة بيل لـ AH-1T إلى أن تكون أكثر أعتماديه وسهولة في السيطرة على الميدان. وتم تزويد هذا الإصدار بقدرات صاروخيه وأنظمة توجيه وأنظمة استشعار أخرى. وفي أواخر السبعينات، تم اقتراح اصداره متقدمه من أجل إيران عرف بـ AH-1T مزوده بمحرك أقوى من طراز T700-GE-700 بالإضافة إلى إلكترونيات طيران متقدمه. ولكن إسقاط شاه إيران محمد رضا بهلوي بواسطة الثورة الإسلامية ادت إلى ألغاء الصفقة.
في أوائل عقد الثمانينات، سعى سلاح مشاة البحرية الأمريكية للحصول على طائرة هليكوبتر جديدة. ولكن تم رفض التمويل لشراء المروحيه إيه إتش-64 أباتشي من قبل الكونغرس في 1981. فقامت مشاة البحرية بدورها بتطوير نسخة أكثر قوة من AH-1T. وشملت التغييرات الأخرى تعديل أنظمة التحكم في الإطلاق لتتمكن من حمل وإطلاق الصواريخ إيه آي إم-9 سايدويندر وصواريخ إيه جي إم-114 هيلفاير. وقد مول هذا الإصدار من قبل الكونغرس وحصل على تعيين AH-1W. بلغ حجم الإنتاج من تلك المروحيات الجديدة AH-1W سوبر كوبرا عدد 179 مروحيه بالإضافة إلى عدد 43 مروحيه من طراز AH-1T المعدله.
في وقت لاحق تم اختبار الطراز AH-1T المعدل والطراز AH-1W بنظام داور رئيسى تجريبى جديد ذو أربعة شفرات. وقد قدم النظام الجديد أداء أفضل. بالإضافة إلى تخفيض الضوضاء وزيادة قدرتها لتحمل أضرار المعارك. وبعيداً عن عقد مشاه البحرية الأمريكية. قامت شركة بيل بتطوير التصميم الجديد AH-1Z على نفقتها الخاصة. وبحلول عام 1996 لم يسمح مره أخرى لمشاه البحرية الإمريكية بشراء AH-64. وكان تطوير نسخة البحرية الإمريكية من المروحيه أباتشى مكلفاً للغايه وكان من المرجح أن مشاة البحرية سيكون زبونها الوحيد. بدلاً من ذلك تم توقيع عقد لتطوير 180 مروحيه من AH-1W إلى AH-1Z.
وتميزت AH-1Z الأفعى بعدة تغييرات في التصميم. الجناحين المعاد تصميمهم في AH-1Z أصبحوا أطول مع إضافة وحدة إطلاق صواريخ مثل صاروخ AIM-9 Sidewinder. وتم تزويد كل جناح بوحدتين صواريخ Hydra rocket pods عيار 70 ملم (في 2.75). أو قاذفة الصواريخ الرباعية الجحيميه AGM-114. كما يمكن تركيب وحدات رادار من طراز لونج بو (Longbow radar) في أطراف الأجنحة.